# Blutfinke
Das Wuppertaler Wohnquartier Blutfinke ist eines von sechs Quartieren des Stadtbezirks Ronsdorf.

## Geographie
Das 3,96 km² große Wohnquartier besteht aus dem dicht besiedelten östlichen Teil des Ronsdorfer Ortszentrums mit den Ortslagen Böckel, Echo, Grünenbaum, Hütte, Im Saalscheid Mühle, Rädchen und Stall sowie dem Weiler Heidt mit dem Wohnplatz Schmittenberg. Große Flächen des Wohnquartiers werden im Westen von dem Waldgebiet an den Bächen Gelpe, Heusiepen, Saalbach und der Ronsdorfer Talsperre, auch historisches Gelpetal genannt, eingenommen. Saalbach und Heusiepen bilden die Grenze zu Remscheid. Der Straßenzug „An der Blutfinke“ zieht sich zwischen Talsperrenstraße und Luhnsfelder Höhe hin.

## Infrastruktur

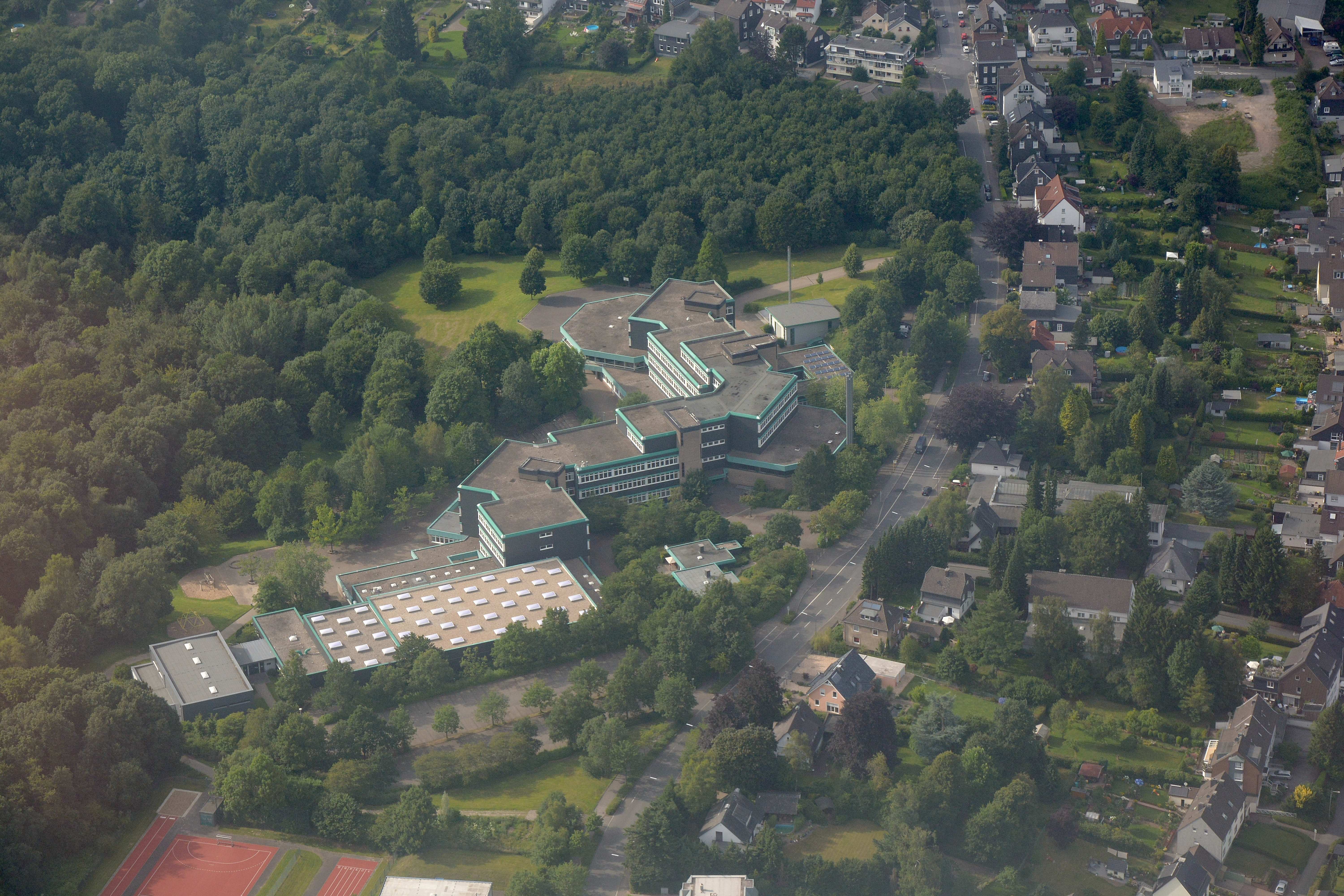
Die Erich-Fried-Gesamtschule an der Blutfinke

Die Buslinie 650 fährt den Bereich „An der Blutfinke“ an. Eine Bildungseinrichtung mit großem Einzugsgebiet ist die Erich-Fried-Gesamtschule. Die zugehörige Sporthalle wird auch von einigen Sportgruppen genutzt. Ferner gibt es an der Blutfinke eine Kindertagesstätte.
Das Bandwirkermuseum in der ehemaligen Preußischen Bandwirkerschule stellt das historische Handwerk der Ronsdorfer Bandwirker vor, befindet sich jedoch talwärts in Richtung Zentrum. Eine Brandschutzfirma, ein metallverarbeitender Betrieb sowie die Apfelsaft-Manufaktur sind an diesem Straßenzug angesiedelt.
Im Waldgebiet liegt die Rehabilitationsklinik Bergisch Land.
Der „Laufclub Keulen und Keuler“, der Hegering Ronsdorf und der örtliche Heimat- und Bürgerverein haben hier ihre Heimadresse. Seit etwa 1965 findet jährlich der Wuppertaler Volkslauf „Rund um die Ronsdorfer Talsperre“ statt.
Am 24. Oktober 1919 erfolgte die Gründung des Wandervereins „Alpenrot“ im Gasthaus Ernenputsch an der Blutfinke. Er war der Vorläufer der „Ronsdorfer Naturfreunde“, die später unweit das Naturfreundehaus „Die Hütte“ errichteten, das sie bis 1933 betrieben.